# Маму
Маму (фр. Mamou, нко ߡߊ߯ߡߎ߲߫) — місто на півдні центральної частини Гвінеї, адміністративний центр провінції Маму. Маму виріс як станція на залізниці, що веде з Конакрі в Канкан. Є важливим транспортним вузлом. Абсолютна висота міста — 737 м над рівнем моря.

## Клімат
Місто знаходиться у зоні, котра характеризується кліматом тропічних саван. Найтепліший місяць — квітень із середньою температурою 28.3 °C (83 °F). Найхолодніший місяць — липень, із середньою температурою 23.3 °С (74 °F).
| Клімат Маму             | Клімат Маму | Клімат Маму | Клімат Маму | Клімат Маму | Клімат Маму | Клімат Маму | Клімат Маму | Клімат Маму | Клімат Маму | Клімат Маму | Клімат Маму | Клімат Маму | Клімат Маму |
| Показник                | Січ.        | Лют.        | Бер.        | Квіт.       | Трав.       | Черв.       | Лип.        | Серп.       | Вер.        | Жовт.       | Лист.       | Груд.       | Рік         |
| Абсолютний максимум, °C | 37          | 38          | 42          | 41          | 33          | 31          | 30          | 31          | 32          | 32          | 33          | 37          | 42          |
| Середній максимум, °C   | 27          | 30          | 30          | 30          | 28          | 26          | 24          | 24          | 25          | 25          | 27          | 27          | 27          |
| Середня температура, °C | 25          | 27          | 27          | 28          | 26          | 24          | 23          | 23          | 23          | 23          | 25          | 24          | 25          |
| Середній мінімум, °C    | 21          | 23          | 25          | 26          | 24          | 22          | 21          | 21          | 22          | 22          | 22          | 21          | 22          |
| Абсолютний мінімум, °C  | 13          | 15          | 17          | 18          | 18          | 17          | 17          | 17          | 17          | 16          | 12          | 10          | 10          |
| Днів з опадами          | 0           | 1           | 1           | 0           | 4           | 6           | 14          | 16          | 11          | 6           | 4           | 1           | 64          |
| ----------------------- | ----------- | ----------- | ----------- | ----------- | ----------- | ----------- | ----------- | ----------- | ----------- | ----------- | ----------- | ----------- | ----------- |
| Джерело: Weatherbase    |             |             |             |             |             |             |             |             |             |             |             |             |             |

## Населення
За даними на 2013 рік чисельність населення міста становила 88 203 особи.
 Динаміка чисельності населення міста за роками: 
| 1983   | 1996   | 2013   |
| ------ | ------ | ------ |
| 35 700 | 49 479 | 88 203 |